# Стадион Свети Никола
Стадион Свети Никола (итал. Stadio San Nicola) се налази у Барију, Италија. Углавном се користи за фудбалске утакмице на коме је домаћин ФК Бари. Пројектовао га је Ренцо Пијано. Капацитет стадиона је 58,248 места.
Био је домаћин финала Купа шампиона 1991, који је освојила Црвена звезда. 
Изграђен је 1990. године за Светско првенство у фудбалу, за време кога су на њему одиграна четири меча. То су биле утакмице СССР - Румунија, и Камерун - СССР у групи Б, осмина финала између Чехословачке и Костарике и утакмица за треће место између Италије и Енглеске.